# بيقية رمادية
البيقية الرمادية (باللاتينية: Vicia canescens) نوع نباتي يتبع جنس البيقية من الفصيلة البقولية.

## الموئل والانتشار
موطنها بلاد الشام وتركيا والقوقاز.

## الوصف النباتي
نبات عشبي. الورقة ريشية مركبة تنتهي بمحلاق.

## مرادفات للاسم العلمي
- (باللاتينية: Vicia rechingeri Chrtkova)